# Безик, Сандра
Са́ндра Мари́ Бе́зик (англ. Sandra Marie Bezic; род. 6 апреля 1956 года, Торонто, Канада) — канадская фигуристка, выступавшая в парном катании с братом Вэлом Безиком. Пятикратная чемпионка Канады, выдающийся хореограф.

## Биография
Мать Сандры Безик — Анджелин Мательян — родилась 1927 в северном Онтарио в семье выходцев из Хорватии. Отец — Душан Безик — беженец из Хорватии, приехал в Канаду возрасте 25 лет. Семьи обоих родителей были родом из одной и той же деревни на острове Шолта.
Благодаря тому, что мать очень любила фигурное катание, Сандра встала на коньки уже в трёхлетнем возрасте. В 1965 году, в 8 лет, Сандра начала кататься в паре с братом Вэлом Безиком. В 1966 году они впервые выступили на чемпионаде Канады среди детей, где заняли предпоследнее место. В 1967 году они выиграли этот чемпионат.
В 1969 году Сандра и Вэл Безик получили бронзовую медаль на чемпионате Канады по фигурному катанию, а затем с 1970 по 1974 пять раз подряд становились национальными чемпионами Канады в парном катании. На зимней Олимпиаде 1972 в Саппоро пара заняла 9 место.
В возрасте 17 лет Сандра Безик получила травму лодыжки, исполняя на тренировке выброс двойной аксель. Врачи наложили на ногу гипс, и Сандре пришлось прекратить выступления в этом сезоне. Наблюдая за соревнованиями в качестве зрителя, Сандра стала думать о негативных сторонах фигурного катания — судействе, огромных нагрузках. Она видела, как фигуристы, тренировавшиеся целый год, на выступлении делали всего одну ошибку — и проигрывали. В конце концов Сандра решила оставить спорт и три года не становилась на коньки и даже не смотрела фигурное катание по телевизору.
После долгих размышлений Сандра решила, что её талант чувствовать музыку и опыт соревнований на мировом уровне могут пригодиться. Она стала хореографом. Работала с детьми и юниорами, выступавшими на местном и региональном уровнях, но мечтала ставить программы для взрослых спортсменов. Через несколько месяцев Сандру пригласил сотрудничать один из лучших тренеров Канады Луис Стонг, который только начал тренировать пару Барбара Андерхилл — Пол Мартини. Речь шла о подготовке к зимней Олимпиаде 1980.
В 1987 году Сандра Безик была приглашена тренером Брайана Бойтано Линдой Ливер принять участие в создании короткой и произвольной программ для зимней Олимпиады 1988.
Сандра Безик стала хореографом олимпийских программ  Бойтано, с которыми он выиграл золотую медаль.
Короткая программа на музыку из балета Джакомо Мейербера Les Patineurs была посвящена фигуристам XIX столетия. В произвольной программе на музыку из фильма «Наполеон» Сандра Безик создала для Бойтано образ романтического героя, отправляющегося на войну и возвращающегося с победой.
В 1994 году вышел фильм You Must Remember This, одним из сценаристов и продюсеров которого была Сандра Безик. В фильме снимались знаменитые фигуристы Курт Браунинг и Кристи Ямагучи.
Сандра Безик — автор книги The Passion to Skate (ISBN 1-57036-375-7), (ISBN 0-83626452-5).

## Спортивные достижения
(с Вэлом Безиком)
1969
- Чемпионат Канады — 3 место

1970
- Чемпионат Канады — 1 место
- Чемпионат мира — 14 место

1971
- Чемпионат Канады — 1 место
- Чемпионат мира — 9 место

1972
- Чемпионат Канады — 1 место
- Олимпиада — 9 место
- Чемпионат мира — 8 место

1973
- Чемпионат Канады — 1 место
- Чемпионат мира — 6 место

1974
- Чемпионат Канады — 1 место
- Чемпионат мира — 5 место

## Источник
- The Passion to Skate by Sandra Bezic with David Hayes, Andrews McMeel Publishing, Kansas City, An Opus Book